# Christen Press
Christen Annemarie Press (Palos Verdes, California, 29 de diciembre de 1988) es una futbolista profesional estadounidense. Juega como delantera en el Angel City FC de la National Women's Soccer League y la selección de Estados Unidos. Ha jugado en dos ocasiones para el Göteborg FC de la Primera División sueca, Damallsvenskan. Con este equipo firmó contrato en marzo de 2018, después de que el Houston Dash de la NWSL adquiriera sus derechos en la liga estadounidense. Jugó 3 temporadas con el Chicago Red Stars de la NWSL en Estados Unidos, equipo con el que fue nombrada parte del XI ideal de la liga en la temporada 2017. Como internacional con la selección de Estados Unidos, se coronó campeona mundial en 2015 y en 2019, anotando el primer gol en la semifinal contra Inglaterra. Participó en los Juegos Olímpicos de Río de Janeiro 2016. En 2020 fue reconocida con el Balón de Oro en el Campeonato Preolímpico de la Concacaf.
Fue la goleadora de la liga sueca Damallsvenskan con veintitrés goles jugando para Tyresö FF en 2014, convirtiéndose en la primera estadounidense en conseguirlo. Durante su estancia en la Universidad de Stanford, se graduó con dos licenciaturas, además de que rompió récords deportivos, anotando 71 goles y teniendo 500 tiros a gol.

## Biografía
Comenzó a practicar fútbol a los cinco años. Stacy, su madre, fue tenista amateur y Cody, su padre, fue jugador de fútbol americano en su etapa universitaria en Dartmouth. Press ya daba patadas a un balón junto a sus hermanas Channing y Tyler en el patio trasero de su casa en Palos Verdes, California. Probó diversos deportes, compaginando fútbol, tenis, atletismo y sóftbol. Terminó decantándose por el fútbol.

## Estadísticas

### Clubes
| Club                    | País           | Año             |
| ----------------------- | -------------- | --------------- |
| Pali Blues              | Estados Unidos | 2009 - 2010     |
| magicJack               | Estados Unidos | 2011            |
| Kopparbergs/Göteborg FC | Suecia         | 2012            |
| Tyresö FF               | Suecia         | 2013 - 2014     |
| Chicago Red Stars       | Estados Unidos | 2014 - 2017     |
| Kopparbergs/Göteborg FC | Suecia         | 2018            |
| Utah Royals             | Estados Unidos | 2018 - 2020     |
| Manchester United       | Inglaterra     | 2020 - 2021     |
| Angel City FC           | Estados Unidos | 2022 - presente |

## Palmarés

### Títulos internacionales
| Título           | Equipo         | Sede    | Año  |
| ---------------- | -------------- | ------- | ---- |
| Mundial Femenino | Estados Unidos | Canadá  | 2015 |
| Mundial Femenino | Estados Unidos | Francia | 2019 |
| Juegos Olímpicos | Estados Unidos | Tokio   | 2020 |

(*) Incluyendo la Selección

## Vida personal
En el FIFA Women's World Cup France 2019, Press jugó de titular frente a Inglaterra ante la ausencia de Megan Rapinoe y convirtió el primer gol del partido a quien se lo dedicó a su madre que falleció a principios de ese año.
Practica el yoga y la meditación védica. También recurre a andar descalza sobre la arena o el césped, en la playa o la montaña, para lograr una relajación profunda que le ayuda en su vida personal y profesional. Cuenta con el patrocinio de la marca Nike y es imagen de su línea de ropa para yoga.
Después del Mundial 2019, lanzó una compañía llamada Re-inc con sus compañeras de la Selección Nacional, Tobin Heath y Megan Rapinoe, y su excompañera de Selección, Meghan Klingenberg.
En julio de 2022, Press confirmó en los premios ESPY Awards para Entertainment Tonight que está en pareja con Tobin Heath